# Kolan (Burkina Faso)
Kolan est un village du département et la commune rurale de Toma, situé dans la province du Nayala et la région de la Boucle du Mouhoun au Burkina Faso.